# Арлан
«Арлан» (каз. Арлан / Arlan) — хоккейный клуб в городе Кокшетау. С 2020 года — участник Pro Hokei Ligasy среди мужских команд высшей лиги. Чемпион Казахстана по хоккею 2018, 2024. Первый казахстанский клуб, завоевавший в 2018—2019 Континентальный кубок по хоккею с шайбой.

## История
Клуб был основан в 2009 году по инициативе федерации хоккея Казахстана в лице Аскара Мамина.
Дебютный сезон 2009/10 стал неудачным и по итогам регулярного чемпионата команда заняла в турнирной таблице 5-е место из 8 команд, недобрав 6 очков для попадания в плей-офф.
Следующий сезон 2010/11 команда провела на более высоком уровне, заняв 6-ю строчку в турнирной таблице (участников стало уже 10), что позволило принять участие в серии плей-офф. Однако команда закончила своё выступление в первом же круге, уступив команде «Иртыш» со счётом в серии 1:3.
Сезон 2011/12 принёс аналогичные результаты. Команда вновь заняла 6-е место по итогам регулярного чемпионата, и вновь уступила павлодарскому Иртышу в первом круге серии плей-офф, но на этот раз со счётом 0:3.
Сезон 2012/13 был успешным. Команда стала обладателем Кубка Зернового союза Казахстана, а также обладателем Кубка Казахстана. По итогам регулярного чемпионата, с отрывом в 9 очков от ближайшего преследователя, команда стала обладателями Кубка победителя регулярного чемпионата. В играх серии плей-офф команда впервые смогла пройти первый круг, победив команду из Астаны (4:0 в серии), на следующем этапе уступив клубу «Бейбарыс» (являвшемуся чемпионом), счёт в серии 1:4. В матче против темиртауского «Арыстана», «Арлан» завоевал свои первые награды национального первенства — бронзовые медали.
Сезон 2013/14 начинается удачно. Команда вновь взяла верх в Кубке Зернового союза и Кубке Казахстана. По итогам регулярного чемпионата уступила первую строчку действующим чемпионам — павлодарскому Иртышу. На стадии 1/4 плей-офф со счётом в серии 4:1 прошла Горняк (город Рудный). В 1/2 плей-офф победила клуб Бейбарыс, со счётом 4:1, тем самым попав в финал первенства. В финале команда встретилась с действующим чемпионом — павлодарским клубом Иртыш и проиграла Иртышу свой первый финал (0:4 в серии), получив серебро.
В сезоне 2014/15 клуб в третий раз подряд стал обладателем Кубка Зернового союза Казахстана (Кубка Победы — переименован в честь празднования победы в Великой Отечественной войне), вновь вышел в финал Кубка Казахстана, где проиграл павлодарскому Иртышу. Регулярный чемпионат команда завершила на первой строчке. В первом круге плей-офф, Арлан победил клуб из Астаны со счётом в серии 4:0. В 1/2 победил Бейбарыс (4:1 в сери). В финале Иртыш  вновь одержал победу, а Арлан получил серебро.
В сезоне 2015/16 Арлан возглавил таблицу, отрыв от 2-го места составил 25 очков. В 1/4 плей-офф был побеждён «Алматы» — 3:0. В 1/2 серии в упорной борьбе, в 7 матче серии, Арлан одержал победу над павлодарским Иртышом и в третий раз подряд вышел в финал первенства. В финале, в котором Арлан встретился с Бейбарысом, серия затянулась до 7-го матча, в котором Арлан вновь не смог завоевать золото и в третий раз подряд стало серебряным призёром чемпионата.
В сезоне 2016/17 Арлан снова возглавил таблицу регулярного чемпионата с отрывом от 2-го места в 10 очков. В 1/4 плей-офф победил усть-каменогорский Алтай-Торпедо (3:0 в серии). В полуфинале Арлану противостоял хоккейный клуб Темиртау. Серия продлилась до 7-го матча, в котором Арлану удалось отыграться под занавес мачта, уступая по ходу игры в 2 шайбы. Но в овер-тайме сильнее был клуб Темиртау, а Арлан получил бронзовые медали.
Сезон 17/18 команда завершила регулярный чемпионат на второй строчке, уступив первое место столичному Номаду. В 1/4 плей-офф Арлан победил Темиртау, в 1/2 над грозным Иртышом и вот он, Финал… После пяти напряжённейших матчей счёт в серии 3:2. Команда выходит на 6-ю игру, с отличным шансом завершить серию здесь и сейчас, который она и использует. Финальная сирена, счёт на табло 1-0, счёт в серии 4:2, АРЛАН — Чемпион! Впервые в истории клуба…
В сезоне 2018/19 на правах Чемпиона — Волки принимают участие в Континентальном кубке, по итогу которого — становятся Чемпионом! Арлан является первым Казахстанским клубом, которому удалось завоевать этот трофей. В национальном первенстве Арлану не удаётся повторить прошлогодний триумф. Вторая строчка по завершении регулярки и Бронзовые медали по итогу плей-офф.
Сезон 2019/20 команда завершает на первой строчке в таблице. В 1/4 плей-офф со счётом в серии 4:0 обыгрывает дебютантов сезона — Хоккейный клуб Актобе. Первой проходит в 1/2 плей-офф, после чего было принято решение о досрочном завершении Чемпионата, в связи с эпидемиологической обстановкой в мире из-за COVID-19.

## Достижения
- Чемпион Континентального кубка по хоккею с шайбой (1): 2018/2019

Чемпионат Казахстана
- Чемпион ОЧРК (2): 2017/2018, 2023/2024.
  -  Победитель регулярного чемпионата (5): 2012/2013, 2014/2015, 2015/2016, 2016/2017, 2019/2020.
- Серебряный призёр ОЧРК (5): 2013/2014, 2014/2015, 2015/2016, 2020/2021, 2021/2022.
- Бронзовый призёр ОЧРК (3): 2012/2013, 2016/2017, 2018/2019.

Кубок Казахстана
- Обладатель (3): 2012, 2013, 2024
- Финалист (3): 2014, 2022, 2023.
- Обладатель Кубка Зернового союза Республики Казахстан): 2012, 2013, 2014.